# Блум, Рейчел
Ре́йчел Ли́а Блум (англ. Rachel Leah Bloom, род. 3 апреля 1987, Лос-Анджелес, Калифорния, США) — американская актриса, комедиантка, сценарист и певица. Наиболее известна как создательница и исполнительница главной роли в сериале «Чокнутая бывшая».

## Биография
Блум родилась в Лос-Анджелесе и выросла в Манхэттен-Бич, штат Калифорния, в семье Шелли (в девичестве Розенберг) и Алана Блум. Она из еврейской семьи. В 2009 году окончила Школу искусств Тиш (учебное заведение в составе Нью-Йоркского университета) со степенью бакалавра изящных искусств в драме. Будучи студенткой, Блум была главным сценаристом и режиссёром комедийной скетч-группы Hammerkatz. После выпуска она выступала в импровизационном театре «Upright Citizens Brigade Theatre» в Нью-Йорке и Лос-Анджелесе.
В апреле 2010 Блум выпустила принёсшее ей известность музыкальное видео «Fuck Me, Ray Bradbury», вдохновением которому послужила её любимая книга писателя «Марсианские хроники». Видео было выпущено в честь 90-летнего юбилея Брэдбери, и в итоге принесло ей номинацию на премию «Хьюго» за лучший короткометражную постановку в 2011 году.
В качестве сценариста Блум работала над мультсериалами «Аллен Грегори» и «Робоцып». Она пробовалась на роль в сериал Лины Данэм «Девчонки», а также появилась в одном эпизоде ситкома «Как я встретил вашу маму».
В 2021 вышла анимационная комедия «Пончары. Глобальное закругление», в которой Блум озвучила главную героиню.
В 2013 году Блум вместе с Алин Брош Маккенной создала «Чокнутую бывшую» — комедийный сериал с элементами мюзикла для кабельного канала Showtime. Проект увидел свет на широковещательной сети The CW, после того как тот был отвергнут Showtime. В нём снималась Антониетта Сполар, а также будущий голос Лолы Банни Чандни Парех.Его премьера состоялась 12 октября 2015 года. Блум и её шоу были положительно встречена критиками, а сама она была отмечена рядом номинаций и наград, став обладательницей премий «Золотой глобус» за лучшую женскую роль в телевизионном сериале — комедия или мюзикл и «Выбор телевизионных критиков» за лучшую женскую роль в комедийном сериале.

## Личная жизнь
C 25 января 2015 года Блум замужем за сценаристом Дэном Грегором, с которым она встречалась 6 лет до их свадьбы. 1 апреля 2020 года Блум сообщила, что родила дочь.

## Фильмография
| Год       | Название на русском                                    | Название на английском                          | Роль                            | Примечания |
| --------- | ------------------------------------------------------ | ----------------------------------------------- | ------------------------------- | --- |
| 2009      | Боб против общества                                    | Bob vs. Society                                 | Кейт                            | |
| 2009      | Дневник мальчика из бассейна                           | Blog of a Pool Boy                              | Дебби                           | телефильм |
| 2010      | Трахни меня, Рэй Брэдбери                              | Fuck Me, Ray Bradbury                           | Рейчел                          | музыкальный видеоклип, также продюсер, сценарист и композитор Номинация (2011) — Премия «Хьюго» за лучшую постановку (Малая форма) |
| 2010—2019 | Дружба — это чудо                                      | My Little Pony: Friendship Is Magic             | Отомн Блейз                     | Эпизод: «Sounds of Silence» |
| 2011      | Дети воспроизводят                                     | Kids Reenact                                    | девушка                         | телесериал, эпизод: «Lady Gaga» |
| 2011      | Я ворую домашних животных                              | I Steal Pets                                    | Рейчел                          | музыкальный видеоклип, также продюсер, сценарист и композитор                                                                      |
| 2011      | Я была русалкой и теперь я поп-звезда                  | I Was a Mermaid and Now I’m a Pop Star          | Русалка                         | музыкальный видеоклип, также продюсер, сценарист и композитор                                                                      |
| 2011      | Аллен Грегори                                          | Allen Gregory                                   | —                               | мультсериал, сценарист 4-х эпизодов: «Pilot», «1 Night in Gottlieb», «Gay School Dance», «Full Blown Maids»                        |
| 2011      | Чарли Браун: Месть болвана                             | Charlie Brown: Blockhead’s Revenge              | Люси ван Пельт                  | музыкальный видеоклип, также продюсер «Funny or Die»                                                                               |
| 2011      | Умри, школа Реюньон                                    | Die School Reunion                              | Джесс Бернштейн                 | короткометражка |
| 2012      | Голодные боли                                          | The Hunger Pains                                | Kantkiss Neverclean             | короткометражка |
| 2012      | Как я встретил вашу маму                               | How I Met Your Mother                           | Ванда                           | телесериал, эпизод: «The Drunk Train»                                                                                              |
| 2012      | Фотографии твоего члена                                | Pictures of Your Dick                           | Рейчел                          | музыкальный видеоклип, также продюсер, сценарист и композитор                                                                      |
| 2012      | Ты можешь потрогать мои сиськи                         | You Can Touch My Boobies                        | Рейчел                          | музыкальный видеоклип Web Награда LA Weekly 2013 за лучшую песню YouTube, также продюсер и композитор                              |
| 2012      | Кооператив проклятых                                   | Co-op of the Damned                             | жена                            | телесериал, эпизод: «The Sexorcist»                                                                                                |
| 2012—2015 | Робоцып                                                | Robot Chicken                                   | Ариэль / девушка / Эйприл О’Нил | мультсериал, 17 эпизодов, также сценарист                                                                                          |
| 2013      |                                                        | We Met on Tinder!                               | девушка                         | музыкальный видеоклип, также сценарист                                                                                             |
| 2013      | Когда бомба падает                                     | When the Bomb Drops                             | Жасмин                          | телесериал |
| 2013      |                                                        | If Disney Cartoons Were Historically Accurate   | Принцесса Рахель                | музыкальный видеоклип, также композитор и сценарист                                                                                |
| 2013      | Умру, пока молодой                                     | Die When I’m Young                              | Boobz                           | музыкальный видеоклип, также композитор и сценарист                                                                                |
| 2013      | Лихорадочный джаз                                      | Jazz Fever                                      | Рейчел                          | музыкальный видеоклип, также композитор и сценарист                                                                                |
| 2013      |                                                        | Very Mallory                                    | Мэллори                         | телесериал, 4 эпизода |
| 2013      |                                                        | Project Reality                                 | девушка                         | мини-сериал |
| 2013      | Ханука                                                 | Chanukah Honey                                  | Рейчел                          | музыкальный видеоклип, также продюсер, сценарист и композитор                                                                      |
| 2013—2014 | Насыщенные фруктозой приключения Назойливого Апельсина | The High Fructose Adventures of Annoying Orange | Breakfast Pastry / Chickpea     | телесериал, 2 эпизода |
| 2014      |                                                        | NerdTerns                                       | старая цыганка                  | телесериал, 2 эпизода |
| 2014      | Недотёпы                                               | The Fuzz                                        | Рокси                           | телесериал |
| 2014      | Конь БоДжек                                            | BoJack Horseman                                 | Лора / Шарона                   | телесериал, 4 эпизода, также сценарист ситкома                                                                                     |
| 2014      | Супергерой                                             | The Hero Super                                  | Джози                           | телефильм |
| 2014      | Эльф: Музыкальное Рождество Бадди                      | Elf: Buddy’s Musical Christmas                  | разные персонажи                | телефильм |
| 2015—2019 | Чокнутая бывшая                                        | Crazy Ex-Girlfriend                             | Ребекка Банч                    | также создатель, сценарист и исполнительный продюсер                                                                               |
| 2019      | Angry Birds 2 в кино                                   | The Angry Birds Movie 2                         | Сильвер                         | озвучивание |
| 2020      | Тролли. Мировой тур                                    | Trolls World Tour                               | Королева Рокс                   | озвучивание |
| 2021      | Пончары. Глобальное закругление                        | Extinct                                         | Оп                              | озвучивание |

## Награды и номинации
| Год  | Премия                                   | Категория                                                        | Номинированная работа          | Результат |
| ---- | ---------------------------------------- | ---------------------------------------------------------------- | ------------------------------ | --------- |
| 2011 | Премия «Хьюго»                           | Лучшая постановка, малая форма                                   | Трахни меня, Рэй Брэдбери      | Номинация |
| 2013 | Web Awards                               | Лучшая песня YouTube                                             | Ты можешь потрогать мои сиськи | Победа    |
| 2015 | Прайм-тайм премия «Эмми»                 | Лучшая короткометражная анимационная программа                   | Робоцып                        | Номинация |
| 2015 | Премия «Золотой глобус»                  | Лучшая женская роль в телевизионном сериале — комедия или мюзикл | Чокнутая бывшая                | Победа    |
| 2016 | Gold Derby Awards                        | Прорыв года                                                      | Чокнутая бывшая                | Номинация |
| 2016 | Gold Derby Awards                        | Лучшая женская роль в комедийном телесериале                     | Чокнутая бывшая                | Номинация |
| 2016 | Премия Ассоциации телевизионных критиков | Личные достижения в комедии                                      | Чокнутая бывшая                | Победа    |
| 2016 | Online Film and Television Awards        | Лучшая женская роль в комедийном сериале                         | Чокнутая бывшая                | Номинация |
| 2016 | EWwy Awards                              | Лучшая женская роль в комедии                                    | Чокнутая бывшая                | Номинация |
| 2016 | Прайм-тайм премия «Эмми»                 | Выдающиеся музыка и стихи                                        | Чокнутая бывшая                | Номинация |
| 2016 | Прайм-тайм премия «Эмми»                 | Лучшая музыкальная тема для вступительных титров                 | Чокнутая бывшая                | Номинация |
| 2016 | Премия «Готэм»                           | Прорыв года — полнометражный сериал                              | Чокнутая бывшая                | Победа    |
| 2016 | Выбор телевизионных критиков             | Лучшая женская роль в комедийном сериале                         | Чокнутая бывшая                | Победа    |
| 2017 | Премия «Золотой глобус»                  | Лучшая женская роль в телевизионном сериале — комедия или мюзикл | Чокнутая бывшая                | Номинация |